# Orgeade

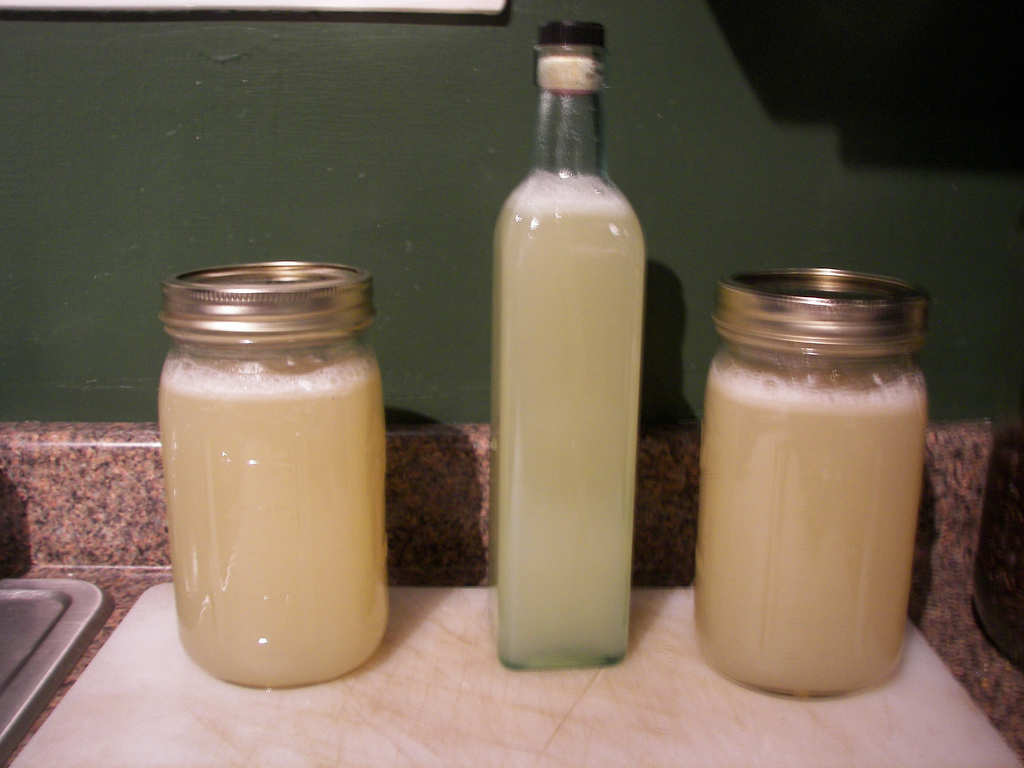
Huisgemaakte orgeadesiroop

Orgeade is een Franse en Surinaamse witte, ondoorzichtige siroop, gemaakt van amandelen en suiker, eventueel met toevoeging van rozenwater of oranjebloesemwater. In Suriname gebruiken ze zowel zoete als bittere amandelen voor het bereiden hiervan. 
De voornaamste toepassing is als limonadesiroop: aanlengen met water of melk produceert amandelmelk, een zoete drank die in Frankrijk orgeat wordt genoemd.
De siroop is in Frankrijk gewoon in de supermarkt te krijgen. In Suriname wordt deze kant-en-klaar verkocht in toko's, maar ook veel thuis gemaakt.
Oorspronkelijk werd de drank niet gemaakt met amandelen, maar met gerst; vandaar de naam (orge is het Franse woord voor gerst). Hetzelfde geldt voor de Catalaanse drank horchata, die tegenwoordig van aardamandelen wordt gemaakt.
Orgeadegebak komt voor in de Joodse keuken en is waarschijnlijk van Portugees-Israëlitische origine.
Orgeade gemaakt met bittere en/of zoete amandelen, eventueel met Oranjebloesemwater, orgeadepudding gemaakt met agar-agar en arrowrootpudding gemaakt met orgeade komt voor in de Indische keuken 